# Полицаят се пенсионира
„Полицаят се пенсионира“ (на френски: Le Gendarme en Balade) е френско-италианска кинокомедия от 1970 г. на френския кинорежисьор Жан Жиро. Сценарият е на Жан Жиро и Ришар Балдучи. Главната роля на полицай Людовик Крюшо се изпълнява от френския киноартист Луи дьо Фюнес. В ролята на Жозефа Крюшо е френската киноактриса Клод Жансак. В ролята на старши полицай Жербер е френският киноартист Мишел Галабрю. Това е четвъртият филм от поредицата за легендарните полицаи от Сен Тропе.

## Сюжет
Главното ръководство на полицията решава, че Людовик Крюшо и неговите колеги от полицейския участък в Сен Тропе е време да бъдат заменени с по-млад състав. Това е направено бързо и „старият“ персонал е изпратен в пенсия. Но пенсионирането за Крюшо преминава тежко, въпреки че неговата мила жена Жозефа прави всичко възможно, за да му помогне да забрави своята бивша работа и да прекарва времето си весело и безгрижно. В един прекрасен ден при тях на гости пристига старши полицай Жербер със своята съпруга.

## В ролите
| Актьор         | Роля                                           |
| -------------- | ---------------------------------------------- |
| Луи дьо Фюнес  | жандарм/старши вахмистър Людовик Моревон Крюшо |
| Клод Жансак    | Жозефа Крюшо                                   |
| Мишел Галабрю  | старшина Жером (Алфонс-Антуан) Жербер          |
| Жан Льофевър   | жандарм Люсиен Фугас                           |
| Кристиан Марен | жандарм Албер Мерло                            |
| Ги Гросо       | жандарм Гастон Трикар                          |
| Мишел Модо     | жандарм Жул Берлико                            |
| Ив Венсан      | Полковникът                                    |
| Никол Вервил   | мадам Сесилия Жербер                           |
| Франс Румили   | сестра Клотилда, монахиня                      |
| Пол Пребоа     | младоженец                                     |
| Пол Мерсе      | кюре                                           |
| Доминик Зарди  | бракониер                                      |